# 一宮市立大志小学校
一宮市立大志小学校（いちのみやしりつ だいししょうがっこう）は、愛知県一宮市大志2丁目7-6にある公立小学校。

## 児童数
戦前における児童数のピークは1937年度（昭和12年度）であり、30学級・1921人もの児童が在籍していた。1938年（昭和13年）には一宮市第五尋常小学校（現在の一宮市立向山小学校）が分離独立している。戦後における学級数・児童数のピークは1954年度（昭和29年度）であり、26学級・1526人だった。
しかしその後は小学校の新設やドーナツ化現象によって減少し、1964年度（昭和39年度）には戦後初めて児童数が1000人を下回った。かつて大志小学校の北東には名鉄一宮線の終着駅である東一宮駅があり、一宮市街地と岩倉市の岩倉駅を結んでいたが、名鉄一宮線は1965年に廃止された。
1985年度（昭和60年度）には戦後初めて児童数が500人を下回った。1996年度（平成8年度）には初めて児童数が200人台（13学級・288人）となり、2004年度（平成16年度）には学級数・児童数ともに過去最低の6学級・204人にまで減少した。その後は緩やかな増加傾向にあり、2021年度（令和3年度）の学級数・児童数は、12学級・260人である。

## 沿革
- 1903年（明治36年） - 一宮市男子尋常小学校として開校。[1]
- 1910年（明治43年） - 一宮第四尋常小学校に改称。[1]
- 1922年（大正11年） - 一宮市第四尋常小学校に改称。[1]
- 1926年（大正15年）- 野球部　第7回全国少年野球優勝大会で全国優勝。　京都
- 1927年（昭和2年）- 野球部　第8回全国少年野球優勝大会で二連覇達成。　京都
- 1937年（昭和12年） - 児童数がピークの1921人（30学級）となる。[1]
- 1938年（昭和13年） - 一宮市第五尋常小学校（現在の一宮市立向山小学校）が分離独立。[1]
- 1941年（昭和16年） - 一宮市第四国民学校に改称。[1]
- 1945年（昭和20年） - 一宮空襲で学区の8割が焼失。[1]
- 1947年（昭和22年） - 一宮市立第四小学校に改称。[1]
- 1947年（昭和22年） - 学校給食を開始。[1]
- 1948年（昭和23年） - 一宮市立大志小学校に改称。[1]
- 1953年（昭和28年） - 創立50周年記念事業。[1]
- 1955年（昭和30年） - 高松宮宣仁親王が来校。[1]
- 1957年（昭和32年） - 3階建の校舎が竣工。[1]
- 1963年（昭和38年） - 創立60周年記念事業。[1]
- 1968年（昭和43年） - 高松宮宣仁親王・同妃が来校。[1]
- 1978年（昭和53年） - 新校舎が竣工。[1]
- 1983年（昭和58年） - 創立80周年記念事業。[1]
- 1988年（昭和63年） - 北校舎を解体して新校舎が竣工。[1]
- 2003年（平成15年） - 創立100周年記念事業。[1]

## 地理
一宮市の中心市街地に学区があり、商業施設やマンションなどが多く建ち並んでいる。学区内には一宮市役所、本町商店街、一宮商工会議所、一宮市博物館豊島記念資料館などがある。本町商店街は一宮七夕まつりのメイン会場であり、大志小学校の児童によるマーチングバンドの演奏が行われる。学校の敷地内には野球の台覧試合記念碑があり、また高松宮宣仁親王手植えの記念樹もある。

## 通学区域
- 石山町、大江1丁目の一部、大江2・3丁目、川田町5丁目、公園通3丁目、栄1丁目の一部、栄3丁目の一部、栄4丁目の一部、大志1・2丁目、本町2丁目の一部、本町3・4丁目、本町通8丁目、明治通5丁目[3]。

## 進学先中学校
- 一宮市立南部中学校